# ФК Брест
Стад Брест 29 (фр. Stade Brestois 29), професионални је фудбалски клуб из Бреста који наступа у Првој лиги Француске. Клуб је основан 1950. године, а домаће утакмице игра на стадиону Франсис Ле Бле капацитета 15,931 места.

## Некадашњи играчи
| - Хосе Луис Браун - Бернар Лама - Франк Рибери - Драго Вабец |